# Alonso Martínez de la Torre
Alonso Martínez de la Torre ( - 11 de septiembre de 1604) fue un clérigo español que llegó a ser obispo de Oviedo.
El 16 de abril de 1603 fue promovido para el puesto de obispo de Oviedo, cargo en el que se mantiene hasta su fallecimiento el 11 de septiembre de 1604.
| Predecesor: Gonzalo Gutiérrez Montilla | Obispo de Oviedo 1603–1604 | Sucesor: Juan Álvarez de Caldas |

- Datos: Q5670167